# Passiflora dictamo
Passiflora dictamo (privremeno prihvaćen naziv, sin. Cieca dictamo) je biljka iz porodice Passifloraceae. Raste u Meksičkoj državi Puebla.